# Novetlè
Novetlè (spanisch Novelé) ist eine Gemeinde (Municipio) mit 849 Einwohnern (Stand: 2024) in der spanischen Provinz Valencia. Sie befindet sich in der Comarca La Costera. 

## Geografie
Novetlè liegt etwa 70 Kilometer südsüdwestlich von Valencia in einer Höhe von ca. 130 m. 

## Demografie
| 1900 | 1930 | 1950 | 1970 | 1981 | 1991 | 2001 | 2011 | 2021 |
| ---- | ---- | ---- | ---- | ---- | ---- | ---- | ---- | ---- |
| 631  | 773  | 726  | 741  | 746  | 589  | 566  | 633  | 873  |

## Sehenswürdigkeiten

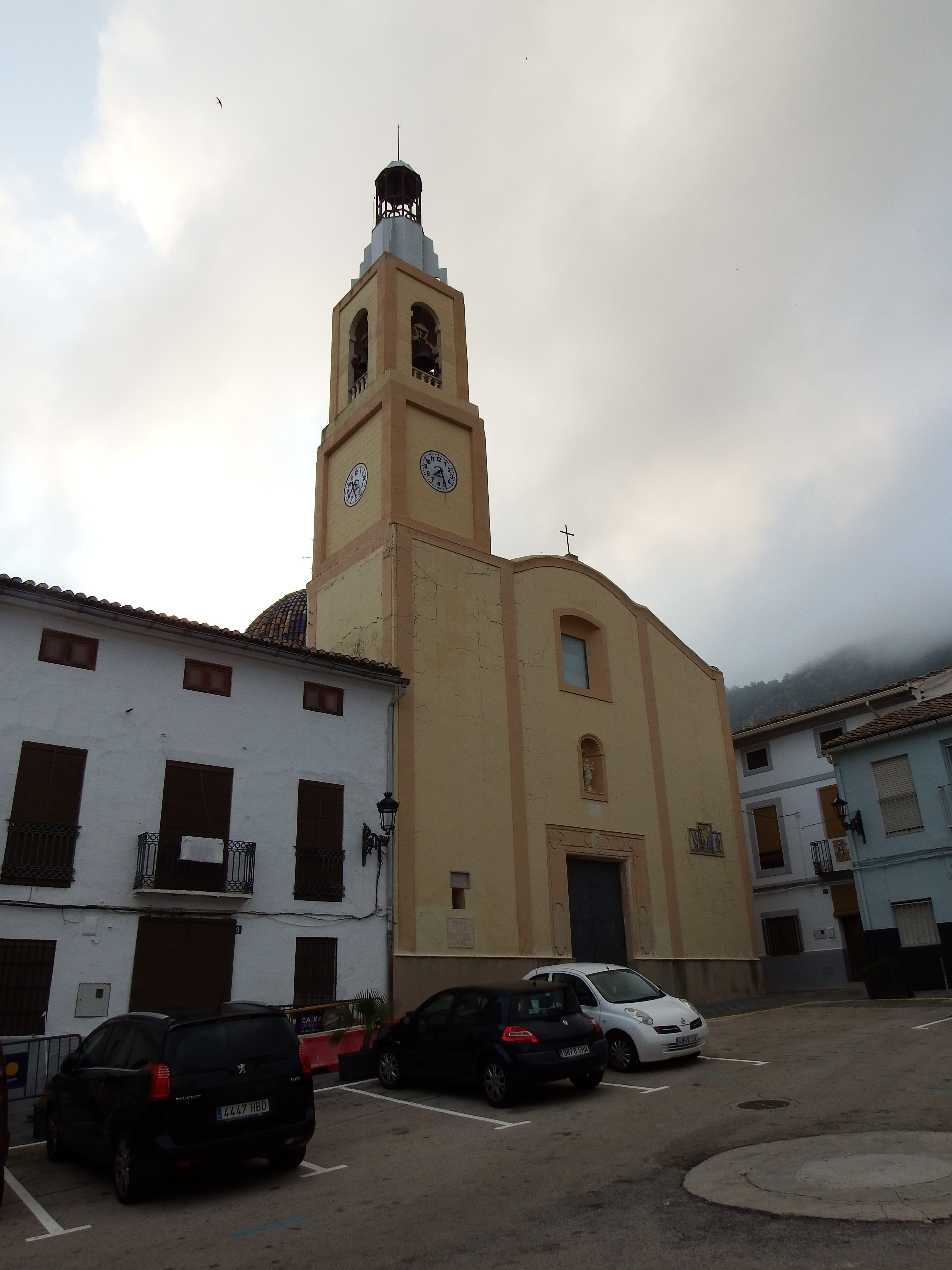
Marienkirche

- Marienkirche